# Akposo (Sprache)
Akposo ist eine westafrikanische Sprache. 
In Togo leben schätzungsweise 155.000 Sprecher. Im Süden Ghanas wurden 2003 ca. 7.500 Sprecher verzeichnet. 
Alternative Namen sind Kposo, Ikposo, Akposso. Dialekte: Amou Oblou, Ikponu, Iwi (Uwi), Litime (Badou), Logbo, Uma. 